# 潘兆民
潘兆民（1932年—），陕西华县（今渭南市华州区）人，中国人民解放军将领、中国人民解放军中将。 
1993年，授予中国人民解放军中将，曾任新疆军区政治委员、兰州军区副政治委员。 